# آرشي أوغدن
آرشي أوغدن (24 فبراير 1994 في المملكة المتحدة - ) (بالإنجليزية: Archie Ogden)‏ هو لاعب كريكت بريطاني. لعب مع Leeds/Bradford MCC University ‏.

## وصلات خارجية
- آرشي أوغدن على موقع إي آس بي آن كريك إنفو (الإنجليزية)